# С. П. Сомтов
С. П. Сомтов (англ. S. P. Somtow, тай. สมเถา สุจริตกุล) справжнє ім'я — Сомтов Папініан Сахаріткул; народився 30 грудня 1952 року — тайський та американський музичний композитор. Він також є письменником у жанрі наукової фантастики, фентезі і жахів. Він пише свої твори англійською мовою. Сомтов має і тайське, і американське громадянство.

## Молодість
Спадкоємець королівської династії Чекрі (сестра його дідуся була двоюрідною сестрою і дружиною Ваїравуда) Сомтов народився у Бангкоку. Проте, він переїхав до Англії зі своїми батьками у віці шести місяців, і англійська була його першою мовою. Сомтов вчився в Етонському коледжі, і у Кембриджському коледжі Святої Катерини. На початку 1960-х років він повернувся до Таїланду на п'ятирічний період, протягом якого він став вільно володіти тайською мовою. У віці одинадцяти років він написав поему «Вічні друзі», яку було видано англійською мовою бангкокським видавництвом. Шірлі МакКлайн побачив її, і, думаючи, що вона була написана померлим поетом, включила її до своєї антології «Не падайте з гори». Вважається, що це спричинило те, що МакКлайн вважають автором поеми.

## Наукова фантастика
Як автор наукової фантастики Сомтов відомий декількома збірками, такими як «Світ торговий центр», «Слідчий», «Аквіліад». Спершу він публікувався як Самтов Сьючаріткул у кінці 1970-х років в «Азимові» та «Аналозі» — у журналах наукової фантастики. Він написав кілька оповідань та романів під цим іменем перед тим, як змінив своє ім'я на С. П. Сомтов.

## Жахи
Він написав «Союз вампірів» та серію відомих романів і оповідань. Він був президентом Асоціації письменників жахів з 1998 до 2000 року. Його інші книжки у жанрі жаху включають «Вовкулака», американський західний роман «Місячний танець», «Зомбі», американський роман часів Цивільної війни «Темні ангели» та збірки «Спостереження за Місяцем» — казки «Л. А.» та «Павільйон замерзлих жінок». У 1997 році він написав книжки для молоді — роман про вампірів — «Гарна донька вампіра». Він також написав та керував культовим фільмом жахів «Тато, який сміється» і написав його сумісно з Роджером Корменом, продюсував «Поховання щурів» автора Брама Стокера (1995).

## Симфонії
Він також написав п'ять симфоній та балет «Кекі». Інші музичні твори включають «Реквієм: у пам'ять загиблих під час теракту 11 вересня», написаний на замовлення таїландського уряду як подарунок свідкам подій 11 вересня, і надихнули його на це поезія Уолта Вітмена, Емілі Дікінсон та Еліота.

## Сценічні праці
У 2000 році він написав «Мадану» — першу західну оперу для оркестру, і вона базувалася на тайській п'єсі Кінга Рами VI. Опера була написана англійською мовою. Прем'єра його другої опери на тайську тему, «Маі Нек», відбулася у 2003 році, і прем'єра його третьої опери, «Айотхія», відбулася у листопаді 2006 року. Прем'єра його опери «Тихий принц» відбулася у Хьюстоні, у опері «Віста», 15 жовтня 2010 року. Прем'єра його п'ятої опери, «Ден ноу ура», відбулася у серпні 2014 року у Бангкоку.
Зараз він працює над написанням двох опер, одна з них — переробка його короткого оповідання у жанрі фентезі — «Розорена країна», а інша — про життя врятованої під час Голокосту — Хелени Цітронової. Прем'єра його переробленої історії у стилі фентезі, «Сніговий дракон», відбулася 3 березня 2015 року у музичному театрі «Скайлайт» у Мілвауку, Вісконсоні під дирегуванням Вісви Суберемена.
У 2012 році у театрі «Ескра» у Бангкоку відбулася прем'єра його мюзіклу «Рія», мюзіклу, базованого на серійному романі його мами, яка зробила популярним тайське телевізійне мило, і цей мюзікл показували двадцять разів. Прем'єра гібридна праці — балет у поєднанні з оперою — «Сіріозей», в основі якої — життя тайської королеви Еюсейського періоду, відбулася 23 серпня 2013 року. Він зараз працює над написанням другого мюзіклу, «Поб», який буде поставлено у грудні 2015 року.
Зараз він — художній керівник бангкокської опери. У 2006 році Сомтов Сучеріткул був дирегентом першої опери Вагнера у Південно-Східній Азії, назва якої — «Золото Рейну» (як частина його п'ятирічного проекту, для завершення королівського циклу у Південно-Східній Азії у 2010 році). Різні зволікання заважали завершити проект, і його зараз ще завершують. Він був дирегентом таїландських прем'єр провідних репертуарних опер, таких, як «Зейс», «Отелло», «Викрадення Лукретії». Він пішов на ризик, бувши дирегентом всіх симфоній Мелера у Таїланді, і цей цикл буде завершено до 2 листопада 2014 року.

## Музичні ансамблі
У 1970-х роках Сомтов Сучеріткул створив електронний музичний ансамбль «The Temple of Dawn Consort» з Дну Хунтрекулом та Брюсом Гестоном, присвячений поєднанню тайського і західного музичних стилів та інструментів, пишуть музику ці троє композиторів. Після його депортації до США у 1979 році Група розвинула інші ансамблі, найбільш відомий — ансамбль «Фонг Нам» Брюса Гестона. По поверненню в Таїланд у двадцять першому столітті Сомтов створив на додаток до бангкокської опери Сіамський філармонічний оркестр та «Сіамську Сімфоньєту» — симфонічний оркестр молоді. Він також створив Орфейський хор у Бангкоку.

## Телебачення, анімація
Сомтов написав епізоди анімаційних телевізійних серіалів «Динозаври», «С.О.Р.S», «Чіп та Дейл», «Рейнжери-рятівники».

## Нагороди
- Сомтов Сачерітхул отримав Всесвітню премію фентезі за найкращий роман у 2002 році — «Мисливець за птахами», і номінувався ще чотири рази[2].

- Він був нагороджений премією «Міжнародна Гільдія жаху», премією Джона Кемпбела у 1981 році[3].

- У 2013 році він отримав нагороду «Золота W», яку йому вручив Міжнародний Союз Вагнера за десять років послуг у виконанні музики Вагнера у регіоні.